# 弗洛勒姆帕克 (新澤西州)
弗洛勒姆帕克（英語：Florham Park）是位於美國新澤西州摩里斯縣的自治市鎮。

## 人口
根據2020年美國人口普查的數據，弗洛勒姆帕克的面積為19.37平方千米，當中陸地面積為18.94平方千米，而水域面積為0.42平方千米。當地共有人口12585人，而人口密度為每平方千米650人。